# Brian Asawa
Brian Asawa (Los Angeles, 1 de outubro de 1966 — , 18 de abril de 2016) foi um contratenor estadunidense de ascendência japonesa.

## Estudos
Ele começou seus estudos como pianista na Universidade da Califórnia, Santa Cruz, mas acabou estudando canto com o tenor Harlan Hokin. Após dois semestres, ele acabou sendo transferido para a Universidade da Califórnia em Los Angeles onde ele estudou com Virginia Fox e Kari Windingstad. Em 1989 ele começou aulas de mestrado em interpretação de música antiga na Universidade do Sul da Califórnia, em Los Angeles, onde ele foi aluno de James Tyler. Entretanto, Asawa nunca terminou esse programada e suas performances profissionais começaram a acontecer.
A carreira profissional do cantor começou em 1991, quando ele tornou-se o primeiro contra-tenor a vencer as Audições Nacionais do Metropolitan Opera e a Associação Adler da Ópera de São Francisco (parte do Programa da Ópera Merola). Ele fez sua estreia operística profissional na Ópera de São Francisco em 1991, na ópera Das verratene Meer de Hans Werner Henze, onde também cantou o papel de Shepherd em Tosca de Giacomo Puccini e Oberon em A Midsummer Night's Dream de Benjamin Britten em 1992. Na Ópera de São Francisco, Brian continuou a estudar canto com Jane Randolph. Fez a sua primeira aparição em Nova Iorque em 1992, no Bicentenário de Mozart, uma celebração que aconteceu no Lincoln Center, onde cantou o papel-título de Ascanio in Alba, com o Coro do Festival de Mozart e com a Orquestra Sinfônica de Câmara de Nova Iorque, sob Adam Fischer.
Em 1993, Asawa foi premiado pela Fundação de Música Richard Tucker e no mesmo ano fez sua estreia na Ópera de Santa Fé como Arsamene na ópera Xerxes de Georg Friedrich Händel. Em 1994 ele foi o primeiro contra-tenor a vencer a Competição Internacional de Ópera Operalia, de Plácido Domingo e fez sua estreia no Metropolitan Opera como a voz de Apollo em Death in Venice de Benjamin Britten e na Ópera Glimmerglass como Ottone em L'incoronazione di Poppea de Claudio Monteverdi. Ele também foi escolhido como Artista do Ano (1996/7) pela Ópera de Seattle.
Outros pontos altos da carreira de Asawa incluem Orflofsky em Die Fledermaus de Johann Strauss I na Ópera de São Francisco e na Ópera de San Diego, Tolomeo em Giulio Cesare no Metropolitan Opera, na Ópera de Bordeaux, na Ópera da Austrália, no Royal Opera House, Covent Garden, na Ópera de Paris, no Gran Teatre del Liceu em Barcelona e na Ópera Estatal de Hamburgo; Arsamene em Serse em Los Angeles, Colonia, Seattle e Genebra; Admeto em Admeto em Sydney, Montpellier e Halle; Baba em The Rake's Progrress em São Francisco e na televisão sueca; Fyodor em Boris Godunov no Gran Teatre del Liceu; Endimione em La Calisto em Bruxélas; Oberon em A Midsummer Night's Dream em São Francisco, Houston, em Lyon e com a Orquestra Sinfônica de Londres; Ascanio em Ascanio in Alba no Lincoln Center; Farnace em Mitridate, re di Ponto na Ópera Nacional de Lyon e na Ópera de Paris; Nero em L'incoronazione di Poppea em Sydney; Orfeo em Orfeo ed Euridice, entre tantos outros.
Asawa é sobrinho da escultora Ruth Asawa.